# Joseph Đinh Đức Đạo
Joseph Đinh Đức Đạo (Thức Hoá, 2 marzo 1945) è un vescovo cattolico vietnamita, dal 16 gennaio 2021 vescovo emerito di Xuân Lôc.

## Biografia
Joseph Đinh Đức Đạo è nato il 2 marzo 1945 a Thức Hoá, nel distretto di Giao Thủy della provincia di Nam Dinh.

### Formazione e ministero sacerdotale
Nel 1961 è entrato nel Seminario minore San Francesco Saverio di Bùi Chu e ha proseguito gli studi al Seminario maggiore interdiocesano di Saigon fino al 1965 quando è stato inviato a Roma per completare la sua formazione presso il Pontificio Collegio Urbano. Al termine degli studi è stato ordinato prete il 27 marzo 1971 per l'arcidiocesi di Hô Chí Minh. Nel 1976, sempre a Roma, si è laureato in teologia morale all'Alfonsianum. Durante il periodo di residenza a Roma è stato direttore del C.I.A.M. – Centro Internazionale Animazione Missionaria e professore alla Pontificia università urbaniana, membro del Consiglio internazionale per la Catechesi (COINCAT) della Congregazione per il clero e direttore dell'Ufficio di coordinamento dell'apostolato per i vietnamiti della diaspora, presso la Congregazione per l'evangelizzazione dei popoli. Dal 2001 al 2012 è stato anche consultore del Pontificio consiglio per il dialogo interreligioso.
Tornato in patria, è stato rettore del Seminario maggiore di Xuân Lôc.

### Ministero episcopale
Il 28 febbraio 2013 papa Benedetto XVI lo ha nominato vescovo ausiliare di Xuân Lôc assegnandogli la sede titolare di Gadiaufala. Ha ricevuto l'ordinazione episcopale il 5 aprile 2013 dal vescovo di Xuân Lôc Dominique Nguyễn Chu Trinh.
Due anni dopo, il 4 giugno 2015, papa Francesco lo ha nominato vescovo coadiutore di Xuân Lôc. Il 7 maggio dell'anno seguente è subentrato a Dominique Nguyễn Chu Trinh, dimessosi per raggiunti limiti d'età.
Durante il suo episcopato è stato nominato da papa Francesco membro della Congregazione per l'educazione cattolica nel 2019 e membro del Pontificio consiglio per il dialogo interreligioso nel 2020.
Si è ritirato per raggiunti limiti di età il 16 gennaio 2021.

## Genealogia episcopale e successione apostolica
La genealogia episcopale è:
- Cardinale Scipione Rebiba
- Cardinale Giulio Antonio Santori
- Cardinale Girolamo Bernerio, O.P.
- Arcivescovo Galeazzo Sanvitale
- Cardinale Ludovico Ludovisi
- Cardinale Luigi Caetani
- Cardinale Ulderico Carpegna
- Cardinale Paluzzo Paluzzi Altieri degli Albertoni
- Papa Benedetto XIII
- Papa Benedetto XIV
- Papa Clemente XIII
- Cardinale Bernardino Giraud
- Cardinale Alessandro Mattei
- Cardinale Pietro Francesco Galleffi
- Cardinale Giacomo Filippo Fransoni
- Cardinale Carlo Sacconi
- Cardinale Edward Henry Howard
- Cardinale Mariano Rampolla del Tindaro
- Cardinale Rafael Merry del Val
- Arcivescovo Duarte Leopoldo e Silva
- Arcivescovo Paulo de Tarso Campos
- Cardinale Agnelo Rossi
- Vescovo Dominique Nguyễn Văn Lãng
- Vescovo Paul Marie Nguyễn Minh Nhật
- Vescovo Dominique Nguyễn Chu Trinh
- Vescovo Joseph Đinh Đức Đạo

La successione apostolica è:
- Vescovo Jean Đỗ Văn Ngân (2017)